# Palazzo in fortezza
 (avril 2025).
Si vous disposez d'ouvrages ou d'articles de référence ou si vous connaissez des sites web de qualité traitant du thème abordé ici, merci de compléter l'article en donnant les références utiles à sa vérifiabilité et en les liant à la section « Notes et références ».

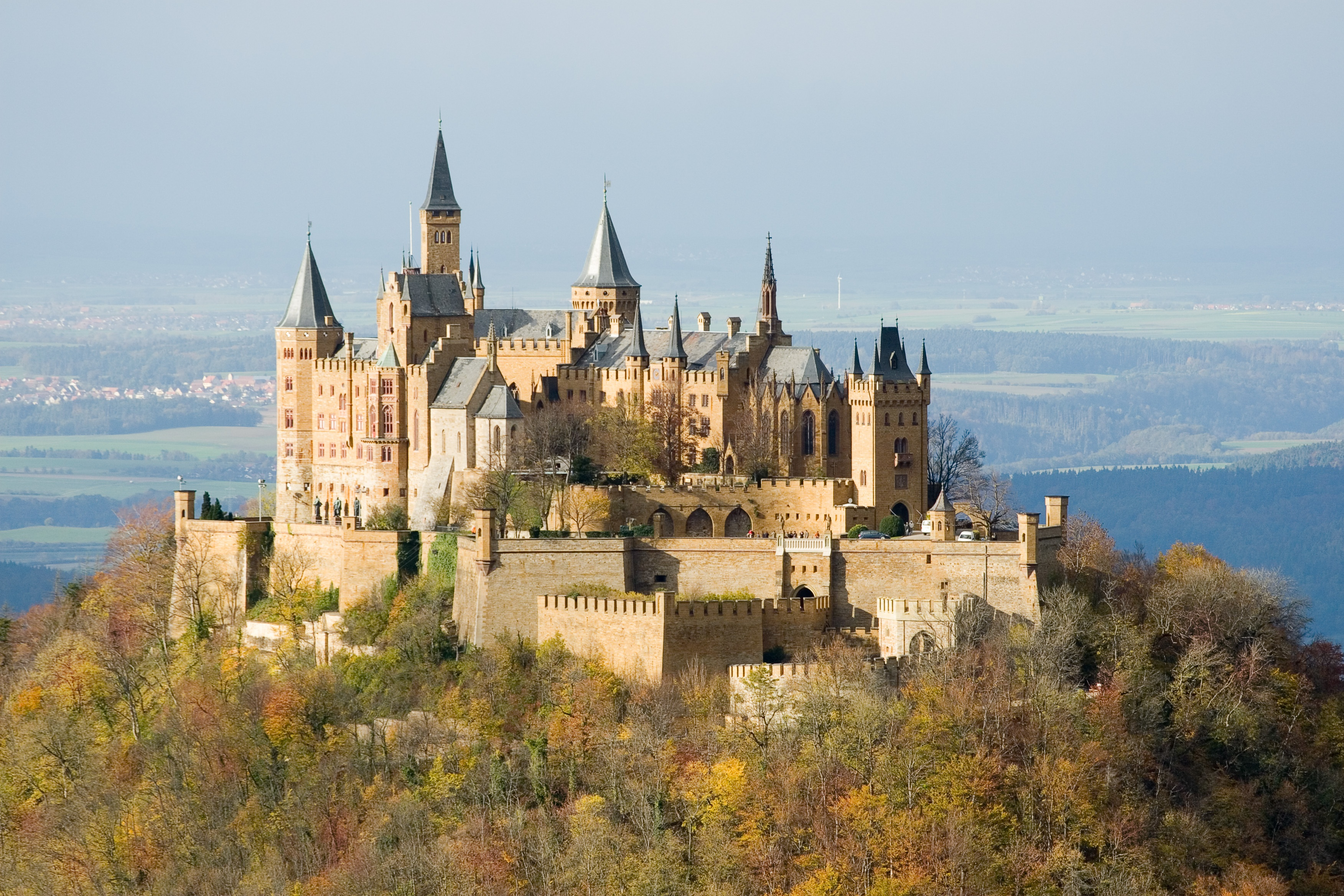
Château de Hohenzollern

Un palazzo in fortezza (signifiant en italien, « palais dans une forteresse ») est un élément d'architecture fortifiée, que l'on retrouve dans différentes régions d'Europe.
Quelques exemples :
- Château de Łańcut, à Łańcut, Voïvodie des Basses-Carpates, en Pologne.
- Château de Pidhirtsi, en Pologne.